# Europese kampioenschappen roeien 2025
De Europese kampioenschappen roeien 2025 werden van donderdag 29 mei tot en met zondag 1 juni gehouden op de Plovdiv Regatta Venue in Plovdiv, Bulgarije. Er werden medailles verdeeld op 20 onderdelen, negen bij de mannen, zeven bij de vrouwen en vier voor paralympische sporters.
De Nederlandse afvaardiging voor de EK in Plovdiv was flink gewijzigd ten opzichte van de selectie die aan de  Olympische Spelen van Parijs had deelgenomen. Een deel van de selectie nam na de Spelen afscheid van de topsport. Enkele van de roeiers die nog wel in de selectie zaten namen niet aan de EK deel wegens studieverplichtingen of om medische redenen. Ook verder waren de bootsamenstellingen gewijzigd, onder meer met diverse nieuwkomers in de bondsselectie.
Tessa Dullemans en Roos de Jong wisten in de dubbeltwee een gouden medaille te behalen, evenals de vrouwen vierzonder Ymkje Clevering, Linn Van Aanholt, Tinka Offereins en Nika Vos. Para-atlete Eva Mol wist de zilveren medaille te veroveren in de paraskiff. De mannen vierzonder viel net buiten de prijzen en haalde een vierde plaats. Op de tweede finaledag wisten zowel de mannenacht als de vrouwenacht zilver te behalen, beide ploegen moesten hun meerdere erkennen in de Britten. De mannendubbelvier lag lang op de derde plaats maar wist op de finishlijn nog net voor de Poolse boot te eindigen en haalde daarmee eveneens zilver. De damesdubbelvier behaalde een bronzen medaille.

## Medaillewinnaars

### Mannen
| Bootklasse              | Goud | Goud    | Zilver | Zilver                                            | Brons | Brons   |
| Skiff M1x               | AIN Yauheni Zalaty | 6.41,09 | Griekenland Stefanos Ntouskos | 6.44,90                                           | Roemenië Mihai Chiruta | 6.45,80 |
| Twee zonder M2-         | Roemenië Florin Arteni Florin Sorin Lehaci | 6.11,57 | Italië Nunzio di Colandrea Giovanni Codato | 6.15,06                                           | Spanje Jaime Canalejo Pazos Javier Garcia Ordonez | 6.16,72 |
| Dubbel twee M2x         | Polen Miroslaw Zietarski Mateusz Biskup | 6.02,93 | Roemenië Andrei Sebastian Cornea Marian Florian Enache | 6.03,87                                           | Ierland Fintan McCarthy Konan Pazzaia | 6.05,48 |
| Vier zonder M4-         | Roemenië Stefan Constantin Berariu Sergiu Vasile Bejan Andrei Mandrila Ciprian Tudosa                                                                                | 5.48,27 | Kroatië Patrik Loncaric Anton Loncaric Martin Sinkovic Valent Sinkovic                                                                                      | 5.49,78                                           | Frankrijk Armand Pfister Nikola Kolarevic Valentin Onfroy Teo Rayet | 5.52,18 |
| Dubbel vier M4x         | Verenigd Koninkrijk Cedol Dafydd Callum Dixon Matthew Haywood Rory Harris                                                                                            | 5.35,02 | Nederland Mats van Sabben Lucas Keijzer Simon van Dorp Gert-Jan van Doorn                                                                                   | 5.36,70                                           | Polen Dominik Czaja Potr Plominski Jakub Wozniak Konrad Domanski | 5.36,76 |
| Acht M8+                | Verenigd Koninkrijk William Stewart Matthew Rowe Miles Beeson Fergus Woolnough David Bewicke-Copley Samuel Nunn Matthew Aldridge Archie Drummond William Denegri (s) | 5.21,22 | Nederland Leonard van Lierop Jorn Salverda Eli Brouwer Olav Molenaar Wibout Rustenburg Guillaume Krommenhoek Jan van der Bij Mick Makker Jonna de Vries (s) | 5.21,46                                           | Italië Davide Comini Salvatore Monfrecola Francesco Pallozzi Alfonso Scalzone Giovanni Abagnale Alessandro Gardino Nunzio di Colandrea Giovanni Codato Alessandra Faella (s) | 5.24,00 |
| Lichte skiff LM1x       | Duitsland Fabio Kress | 6.51,24 | Turkije Halil Kaan Koroglu | 6.51,63                                           | AIN Mikita Karneyeu | 7.00,23 |
| Lichte twee zonder LM2- | Duitsland Maximilian Aigner Alexander Aigner | 6.54,71 | Georgië Davit Lashkareishvili Giorgi Kanteladze | 6.59,12                                           | Moldavië Nichita Naumciuc Dmitrii Zincenco | 7.03,99 |
| Lichte dubbel twee LM2x | Duitsland Joachim Agne Finn Wolter | 6.25,53 | Niet uitgereikt (er deden slechts twee boten mee) | Niet uitgereikt (er deden slechts twee boten mee) | - |         |

### Vrouwen
| Bootklasse        | Goud | Goud    | Zilver | Zilver  | Brons | Brons   |
| Skiff W1x         | Verenigd Koninkrijk Lauren Henry | 7.17,80 | Ierland Fiona Murtagh | 7.21,11 | Denemarken Frida Sanggaard Nielsen | 7.23,57 |
| Twee zonder W2-   | Roemenië Maria Magdalena Rusu Simona Radiș | 6.49,18 | Italië Laura Meriano Alice Codato | 6.52,64 | Verenigd Koninkrijk Eleanor Brinkhoff Megan Slabbert                                                                                                  | 6.55,74 |
| Dubbel twee W2x   | Nederland Roos de Jong Tessa Dullemans | 6.48,83 | Griekenland Dimitra Kontou Zoi Fitsiou | 6.49,11 | Roemenië Andrada-Maria Morosanu Mariana-Laura Dumitru                                                                                                 | 6.51,96 |
| Vier zonder W4-   | Nederland Nika Vos Linn van Aanholt Ymkje Clevering Tinka Offereins                                                                                      | 6.19,60 | Roemenië Ancuța Bodnar Maria Lehaci Adriana Adam Amalia Beres                                                                                   | 6.21,50 | Verenigd Koninkrijk Daisy Bellamy Lauren Irwin Martha Birtles Heidi Long                                                                              | 6.26,28 |
| Dubbel vier W4x   | Verenigd Koninkrijk Sarah McKay Lola Anderson Cameron Nyland Rebecca Wilde                                                                               | 6.11,00 | Duitsland Sarah Wibberenz Frauke Hundeling Lisa Gutfleisch Pia Greiten                                                                          | 6.12,62 | Nederland Lisa Bruijnincx Lisanne van der Lelij Margot Leeuwenburgh Willemijn Mulder                                                                  | 6.14,02 |
| Acht W8+          | Verenigd Koninkrijk Eleanor Brinkhoff Daisy Bellamy Amelia Standing Juliette Perry Lauren Irwin Martha Birtles Heidi Long Megan Slabbert Jack Tottem (s) | 6.02,34 | Nederland Linn van Aanholt Nika Vos Claire de Kok Ilse Kolkman Hermine Drenth Vera Sneijders Ymkje Clevering Tinka Offereins Dieuwke Fetter (s) | 6.04,05 | Italië Clara Guerra Elisa Mondelli Stefania Gobbi Giorgia Pelacchi Silvia Terrazzi Kiri English-Hawke Laura Meriano Alice Codato Emanuele Capponi (s) | 6.07,13 |
| Lichte skiff LW1x | Oostenrijk Lara Tiefenthaler | 7.29,39 | Noorwegen Maia Emilie Lund | 7.31,73 | AIN Mariia Zhovner | 7.31,76 |

### Para-roeien
| Bootklasse                         | Goud                                    | Goud    | Zilver                                            | Zilver   | Brons                                    | Brons    |
| Para mannen skiff PR1 M1x          | Verenigd Koninkrijk Benjamin Pritchard  | 8.40,38 | Oekraïne Roman Polianskyi                         | 8.51,93  | Italië Giacomo Perini                    | 8.55,96  |
| Para vrouwen skiff PR1 W1x         | Oekraïne Anna Sheremet                  | 9.56,60 | Nederland Eva Mol                                 | 10.33,77 | Zwitserland Claire Ghiringhelli          | 10.39,18 |
| Para gemengd dubbel twee PR2 Mix2x | Duitsland Jasmina Bier Paul Umbach      | 8.04,35 | Oekraïne Anna Aisanova Iaroslav Koiuda            | 8.06,93  | Israël Shahar Milfelder Saleh Shahin     | 8.10,00  |
| Para gemengd dubbel twee PR3 Mix2x | Duitsland Valentin Luz Kathrin Marchand | 6.57,41 | Verenigd Koninkrijk Samuel Murray Annabel Caddick | 7.03,54  | Oekraïne Dariia Kotyk Stanislav Samoliuk | 7.13,13  |

## Medailleklassement
| Plaats | Land                | Goud | Zilver | Brons | Totaal |
| 1      | Verenigd Koninkrijk | 6    | 1      | 2     | 9      |
| 2      | Duitsland           | 5    | 1      | 0     | 6      |
| 3      | Roemenië            | 3    | 2      | 2     | 7      |
| 4      | Nederland           | 2    | 4      | 1     | 7      |
| 5      | Oekraïne            | 1    | 2      | 1     | 4      |
| 6      | AIN                 | 1    | 0      | 2     | 3      |
| 7      | Polen               | 1    | 0      | 1     | 2      |
| 8      | Oostenrijk          | 1    | 0      | 0     | 1      |
| 9      | Italië              | 0    | 2      | 3     | 5      |
| 10     | Griekenland         | 0    | 2      | 0     | 2      |
| 11     | Ierland             | 0    | 1      | 1     | 2      |
| 12     | Kroatië             | 0    | 1      | 0     | 1      |
| 12     | Georgië             | 0    | 1      | 0     | 1      |
| 12     | Noorwegen           | 0    | 1      | 0     | 1      |
| 12     | Turkije             | 0    | 1      | 0     | 1      |
| 16     | Denemarken          | 0    | 0      | 1     | 1      |
| 16     | Spanje              | 0    | 0      | 1     | 1      |
| 16     | Frankrijk           | 0    | 0      | 1     | 1      |
| 16     | Moldavië            | 0    | 0      | 1     | 1      |
| 16     | Zwitserland         | 0    | 0      | 1     | 1      |
| Totaal | Totaal              | 20   | 19     | 18    | 57     |